# Emilio Casals y Camps
Emilio Casals y Camps (Barcelona, 1843-Barcelona, 1928) fue un pintor español.

## Biografía
Nació en 1843. Pintor natural de Barcelona, fue discípulo de la Escuela de Bellas Artes de su ciudad natal. En la Exposición Nacional de Bellas Artes de 1866 presentó El bombardeo del Callao, Un bodegón y Dos estudios al natural. Obtuvo mención honorífica. En las celebradas en Barcelona en los años 1870 y siguientes presentó gran número de paisajes y estudios del natural. Falleció en su ciudad natal en 1928.

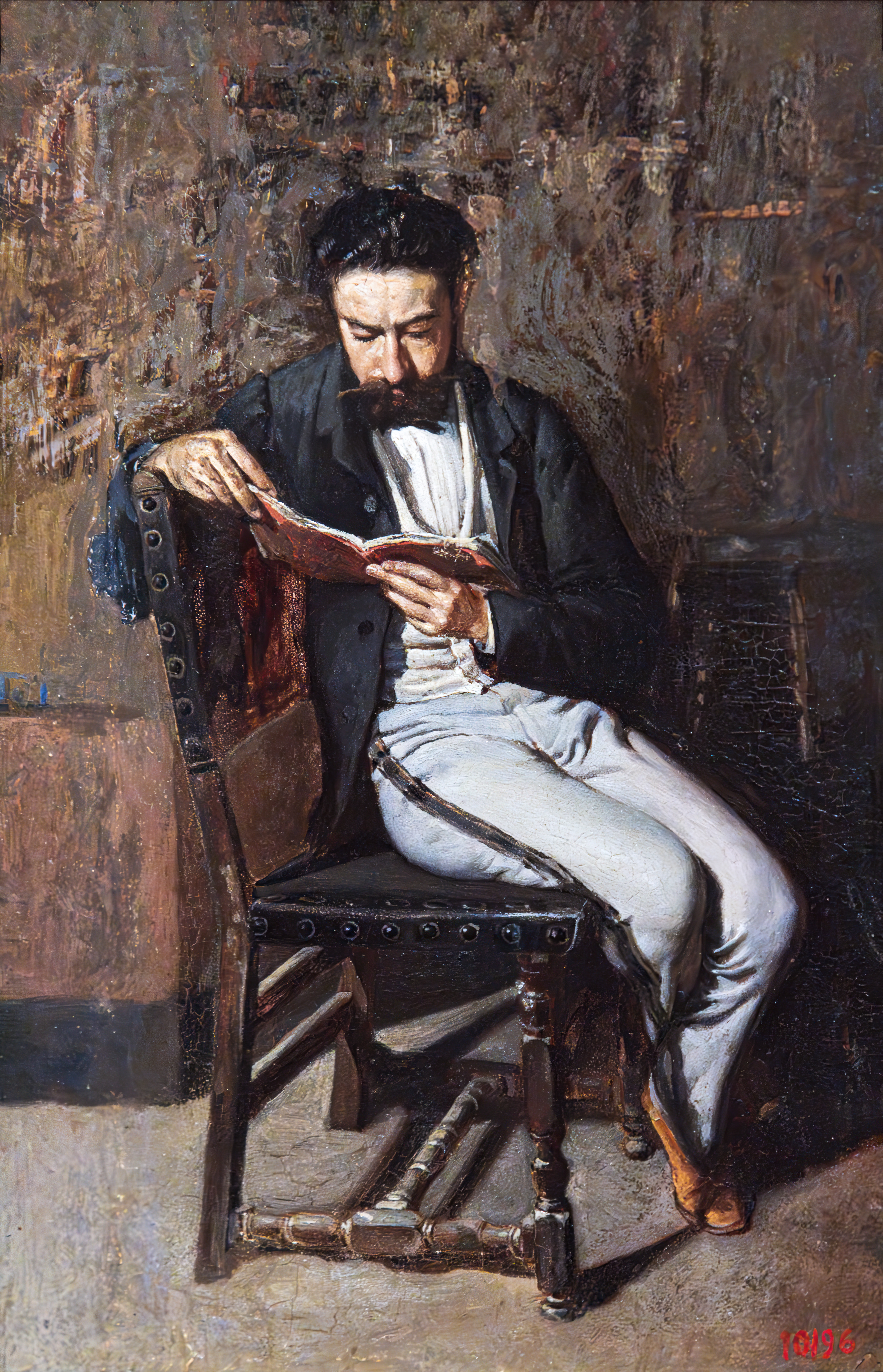
Retrat d'un escultor MNAC